# Гергесова, Татьяна Ефремовна
Татья́на Ефре́мовна Герге́сова (1915―1997) ― советская бурятская артистка, танцовщица, Народная артистка Бурятской АССР (1955), Заслуженная артистка РСФСР (1957), солистка танцевальной группы ансамбля «Байкал» с 1942 года.

## Биография
Родилась 14 июля 1915 года в улусе Хартаново, Балаганский уезд, Иркутская губерния.
Переехав в Бурятскую АССР, училась на театрально-музыкальном отделении национальной студии в городе Верхнеудинска (ныне Улан-Удэ). Затем поступила в Бурят-Монгольский техникум искусств, где её преподавателями были, в частности, Народный артист СССР Гомбожап Цыдынжапович Цыдынжапов и Цыден Дон.
Начала артистическую деятельность в 1936 году в качестве актрисы Бурятского драматического театра. Одновременно участвовала в самодеятельности, сначала как танцовщица, а позже ― руководительницы хореографического кружка.
В 1940 году вместе с театром Татьяна Гергесова приняла участие в первой декаде бурятского искусства и литературы в Москве. Из интервью Татьяны Гергесовой газете «Бурятия»:

«Декада многое изменила в моей жизни. Я всегда любила танцевать. С приездом в Улан-Удэ Игоря Александровича Моисеева все у нас закипело. Мне дали вспомогательный состав, и мы начали заниматься. Мне хотелось показать через танец жизнь простого народа, его труд, отдых. То „мяли войлок“, то „охотились“, то веселились в ёхоре. Танцы получались. Они понравились Моисееву. Кое-что он попросил подправить, а некоторые штрихи усилить».— 
После московской декады Гергесова была приглашена на стажировку в Ансамбль народного танца СССР под руководством Игоря Моисеева. Эта стажировка помогла артистке сформировать большой и разнообразный репертуар, с которым она объездила затем всю страну. В репертуар входили бурятский и русский, тувинский, узбекский и таджикский, эвенкийский и уйгурский, азербайджанский и цыганский, индийский и корейский, монгольский и китайский танец. Танцы были поставлены ею самой, а также балетмейстерами Игорем Моисеевым, А. Исламовой, К. Есауловой, М. Заславским, Ф. Гаскаровым. О мастерстве Гергесовой высоко отзывалась прославленная советская танцовщица Тамара Ханум.
С 1942 года переходит в филармонию и становится солисткой танцевальной группы ансамбля «Байкал», где исполняла танцы народов Советского Союза и стран Востока. Работала и как балетмейстер филармонии.
Во время Великой Отечественной войны Гергесова выступала на фронте в составе концертных бригад. После войны не только выступала по всей республике, но и заодно собирала уникальный этнографический и фольклорный материал для новых постановок, а также легли в основу двух её книг «Бурятские народные танцы», изданных в 1974 и 2002 годах.
Оставив сцену, многие годы отдала педагогической деятельности. Из них более 20 лет Гергесова сотрудничала с Бурятским республиканским училищем культуры и искусств, который впоследствии организовал Международный конкурс балетмейстерских работ её имени.
За вклад в развитие советского и бурятского танцевального искусства Татьяна Гергесова была удостоена почётных званий «Народная артистка Бурятской АССР» в 1955 году и «Заслуженная артистка РСФСР» в 1957 году.
31 октября 1940 года награждена медалью «За трудовое отличие» (за выдающиеся заслуги в деле развития Бурят-Монгольского театрального и музыкального искусства). 30 августа 1996 года Указом Президента России награждена Орденом Дружбы.
Умерла 31 декабря 1997 года в Улан-Удэ.

## Память
- В Улан-Удэ, на фасаде здания, где жила и работала Татьяна Гергесова, установлена памятная доска.
- Международный конкурс балетмейстерских работ имени Татьяны Гергесовой.